# Onthophagus polystigma
Onthophagus polystigma är en skalbaggsart som beskrevs av D'orbigny 1902. Onthophagus polystigma ingår i släktet Onthophagus och familjen bladhorningar. Inga underarter finns listade i Catalogue of Life.